# Gardiner (Montana)
Gardiner é uma Região censo-designada localizada no estado americano de Montana, no Condado de Park.

## Demografia
Segundo o censo americano de 2000, a sua população era de 851 habitantes.

## Geografia
De acordo com o United States Census Bureau tem uma área de
10,0 km², dos quais 9,8 km² cobertos por terra e 0,2 km² cobertos por água. Gardiner localiza-se a aproximadamente 1967 m acima do nível do mar.

## Localidades na vizinhança
O diagrama seguinte representa as localidades num raio de 68 km ao redor de Gardiner.